# Комициано
Комициано (итал. Comiziano) — коммуна в Италии, располагается в регионе Кампания, в провинции Неаполь.
Население составляет 1711 человек, плотность населения составляет 856 чел./км². Занимает площадь 2 км². Почтовый индекс — 80030. Телефонный код — 081.
Покровителем коммуны почитается святой Северин, празднование 8 января.